# Прокурор Алиция Горн
«Прокурор Алиция Горн» (пол. Prokurator Alicja Horn) — польский чёрно-белый художественный фильм, драма 1933 года. Экранизация повести Тадеуша Доленги-Мостовича.

## Сюжет
Прокурор Алиция Горн требует смертной казни для мужчины, которого она любит. Он ей изменил и вёл подозрительные дела. Но он не преступник, только что-то укрывает.

## В ролях
- Ядвига Смосарская — Алиция Горн
- Франтишек Бродневич — Ян Винклер
- Богуслав Самборский — профессор Кароль Бруницкий
- Лода Халама — танцовщица в кабаре
- Ирена Скверчиньская — акушерка
- Ванда Яршевская — хозяйка Алиции Горн
- Павел Оверлло — прокурор, начальник Алиции Горн
- Роман Дерень — судебный служащий
- Янина Кшимуская — судебный служащий
- Тадеуш Фиевский — газетчик
- Ян Курнакович — гость в кабаре
- Станислав Гролицкий
- Павел Оверлло
- Адольф Дымша
- Барбара Гилевская
- Ирена Хорецкая и др.